# Гарбісон-Каньйон (Каліфорнія)
Гарбісон-Каньйон (англ. Harbison Canyon) — переписна місцевість (CDP) в США, в окрузі Сан-Дієго штату Каліфорнія. Населення — 4048 осіб (2020).

## Географія
Гарбісон-Каньйон розташований за координатами 32°49′38″ пн. ш. 116°50′17″ зх. д. / 32.82722° пн. ш. 116.83806° зх. д. (32.827238, -116.838068).  За даними Бюро перепису населення США в 2010 році переписна місцевість мала площу 26,05 км², уся площа — суходіл.

## Демографія
Згідно з переписом 2010 року, у переписній місцевості мешкала 3841 особа в 1343 домогосподарствах у складі 1034 родин. Густота населення становила 147 осіб/км².  Було 1413 помешкання (54/км²).
Расовий склад населення:
| - 88,6 % — білих - 1,9 % — корінних американців - 1,8 % — азіатів - 0,3 % — чорних або афроамериканців - 0,2 % — вихідців з тихоокеанських островів - 3,8 % — осіб інших рас |

До двох чи більше рас належало 3,4 %. Частка іспаномовних становила 16,2 % від усіх жителів.
За віковим діапазоном населення розподілялося таким чином: 22,3 % — особи молодші 18 років, 66,9 % — особи у віці 18—64 років, 10,8 % — особи у віці 65 років та старші. Медіана віку мешканця становила 42,4 року. На 100 осіб жіночої статі у переписній місцевості припадало 103,9 чоловіків;  на 100 жінок у віці від 18 років та старших — 101,5 чоловіків також старших 18 років.
Середній дохід на одне домашнє господарство  становив 86 210 доларів США (медіана — 79 167), а середній дохід на одну сім'ю — 94 531 долар (медіана — 80 500). Медіана доходів становила 53 000 доларів для чоловіків та 39 306 доларів для жінок. За межею бідності перебувало 10,2 % осіб, у тому числі 9,0 % дітей у віці до 18 років та 11,6 % осіб у віці 65 років та старших.
Цивільне працевлаштоване населення становило 2172 особи. Основні галузі зайнятості: освіта, охорона здоров'я та соціальна допомога — 16,9 %, науковці, спеціалісти, менеджери — 14,8 %, роздрібна торгівля — 11,9 %, мистецтво, розваги та відпочинок — 11,7 %.